# John Dollond
John Dollond, född 10 juni 1706 i Spitalfields, London, Storbritannien, död 29 november 1761 i London, var en brittisk optiker och uppfinnare. Dollond var fram till 1752 sidenvävare men sysslade även med matematik, fysik och astronomi. År 1757 förfärdigade han första gången akromatiska kikarobjektiv, sammansatta av kron- och flintglas, varigenom en impuls gavs till kikarens vidareutveckling.

## Biografi
Dollond var son till en hugenottflykting, en silkesvävare i Spitalfields. Han följde i sin fars fotspår, men fann också tid att skaffa sig kunskaper i latin, grekiska, matematik, fysik, anatomi och andra ämnen. År 1752 övergav han sidenvävningen och anslöt sig till sin äldsta son, Peter Dollond (1730–1820), som 1750 hade börjat sin verksamhet som tillverkare av optiska instrument, en verksamhet som med tiden utvecklades till företaget blev Dollond & Aitchison. Hans rykte växte snabbt och 1761 utsågs han till kungens optiker.
År 1758 publicerade han rapporten "Account of some experiments concerning the different refrangibility of light" (Phil. Trans., 1758) och beskrev de experiment som ledde honom till det resultat som hans namn är speciellt associerat med, upptäckten av ett sätt att konstruera akromatiska linser genom kombination av kron- och flintglas, för att minska eller eliminera kromatisk avvikelse (snedvridning på grund av färgspridning). Leonhard Euler hade 1747 föreslagit att akromatism kan erhållas genom kombinationen av glas- och vattenlinser. Utgående från uttalanden av Isaac Newton bestred Dollond först denna möjlighet (Phil. Trans.1753), men senare, efter att den svenske fysikern Samuel Klingenstierna (1698–1765) påpekat att Newtons spridningslag inte harmoniserade med vissa observerade fakta, började Dollond göra experiment för att utreda saken.

Dollond patenterade den akromatiska dubbletten, som kombinerar kronglas och flintglas.

Tidigt 1757 lyckades Dollond producera akromatisk brytning med hjälp av glas- och vattenlinser, och några månader senare gjorde han ett framgångsrikt försök att få samma resultat genom en kombination av glas med olika kvaliteter. År 1757 förfärdigade han första gången akromatiska kikarobjektiv, sammansatta av kron- och flintglas, varigenom en impuls gavs till kikarens vidareutveckling. För denna prestation tilldelade Royal Society honom Copleymedaljen 1758 och tre år senare utsågs han till  en av dess stipendiater. Dollond publicerade också två artiklar om apparater för att mäta små vinklar (Phil. Trans., 1753, 1754).

## Uppfinningens prioritering
Dollond var den första personen som patenterade den akromatiska dubbletten. Det är emellertid välkänt att han inte var den första som tillverkade sådana linser. Optikern George Bass tillverkade, enligt anvisningar från Chester Moore Hall, och sålde sådana linser redan 1733. I slutet av 1750-talet berättade Bass om Halls design för Dollond som såg dess potential och kunde vidareutveckla den.
Dollond verkar ha känt till det tidigare arbetet och avstått från att utnyttja sitt patent. Efter hans död vidtog dock hans son, Peter, åtgärder för att verkställa patentet. Ett antal av hans konkurrenter, inklusive Bass, Benjamin Martin, Robert Rew och Jesse Ramsden agerade, men Dollonds patent upprätthölls, eftersom domstolen fann att patentet var giltigt på grund av Dollonds utnyttjande av uppfinningen, medan tidigare uppfinnare inte gjorde det. Flera av optikerna gick under på grund av kostnaden för det rättsliga förfarandet och stängde, som ett resultat av detta, sina butiker. Patentet var giltigt till dess utgång 1772. Efter patentets utgång sjönk priset på akromatiska dubbletter i England till hälften.